# Harbour Breton
Harbour Breton es un pueblo canadiense situado en la provincia de Terranova y Labrador.

## Superficie
Harbour Breton tiene una superficie de 13,82 km².

## Demografía
En 2021, tenía 1477 habitantes, una densidad poblacional de 106,9 hab./km², y 699 viviendas.